# Erma Bombeck
Erma Louise Bombeck, de soltera Fiste, (Bellbrook, 21 de febrero de 1927 – San Francisco, 22 de abril de 1996) fue una humorista estadounidense que alcanzó gran popularidad por una columna que describía la vida hogareña suburbana desde mediados de los años 60 hasta finales de los 90. Bombeck también publicó 15 libros, la mayoría de los cuales se convirtieron en superventas. Entre 1965 y 1996, escribió más de 4000 columnas de periódicos, utilizando un humor absurdo y a veces elocuente, que narra la vida cotidiana de una ama de casa suburbana del medio oeste. En la década de 1970, sus columnas eran leídas dos veces por semana por unos 30 millones de lectores de 900 periódicos en los Estados Unidos y Canadá.

## Biografía
Fiste nació Ohio, en una familia de clase trabajadora, y se crio en Dayton. Sus padres eran Erma (con apellido de soltera Haines) y Cassius Edwin Fiste, que era el operador de la grúa de la ciudad. Vivía con su media hermana mayor por parte de padre, Thelma. Comenzó la escuela primaria un año antes de lo habitual para su edad, en 1932, y se convirtió en una estudiante excelente y ávida lectora. Le gustaban especialmente los escritores de humor que eran populares en la época. Después de que su padre muriera en 1936, se mudó con su madre a la casa de su abuela. Su madre se volvió a casar en 1938 con Albert Harris (propietario de una furgoneta móvil). Practicó claqué y canto, y fue contratada por una estación de radio local para una revista infantil durante ocho años.[cita requerida]

### Educación
Ingresó en la Junior High School de Emerson en 1940, y comenzó a escribir una columna humorística para su periódico, The Owl. En 1942, ingresó en la Escuela Secundaria Vocacional Parker (ahora Patterson), donde escribió una columna no humorística, aunque incluyendo también un poco de humor. Ese mismo año comenzó a trabajar en el Dayton Herald como copista, compartiendo su trabajo a tiempo completo con una novia. En 1943, para su primer trabajo periodístico, entrevistó a Shirley Temple, quien visitó Dayton, y la entrevista se convirtió en un artículo periodístico. 
Habiendo completado la escuela secundaria en 1944, Erma trató de conseguir financiación a través de becas universitarias; durante un año trabajó como mecanógrafa y taquígrafa para el Dayton Herald y otras empresas, y también realizó tareas periodísticas menores (obituarios, etc.) para el Dayton Herald. Con el dinero que había ganado, Erma se matriculó en la Universidad de Ohio en Athens, en 1946. Sin embargo, fracasó en la mayoría de sus tareas literarias y fue rechazada por el periódico universitario. Abandonó después de un semestre, cuando se le acabaron los fondos. 
Más tarde se matriculó en la Universidad de Dayton, una universidad católica. Vivía en la casa de su familia y trabajaba en Rike's Store, unos grandes almacenes, donde elaboró material humorístico para el boletín interno de la compañía. Además, tuvo dos trabajos a tiempo parcial, como contable de control de termitas en una agencia de publicidad. y como persona de relaciones públicas en la YMCA local. Mientras estaba en la universidad, su profesor de inglés, el hermano Tom Price, le habló a Erma sobre sus grandes posibilidades como escritora, y ella comenzó a escribir para la publicación de estudiantes universitarios, The Exponent. Se graduó en 1949 con una licenciatura en inglés, y se convirtió en un contacto activo para la Universidad durante toda su vida, ayudando financieramente y participando personalmente, y se convirtió en miembro/ trustee de la institución en 1987. En 1949, se convirtió al catolicismo, de la iglesia de los Hermanos Unidos, y se casó con Bill Bombeck, un excompañero de estudios de la Universidad de Dayton, veterano del frente coreano de la Segunda Guerra Mundial. Posteriormente fue educadora y supervisora escolar. Bombeck permaneció activa en la iglesia por el resto de su vida. [cita requerida]

## Columna como ama de casa

### Ama de casa (1954–1964)

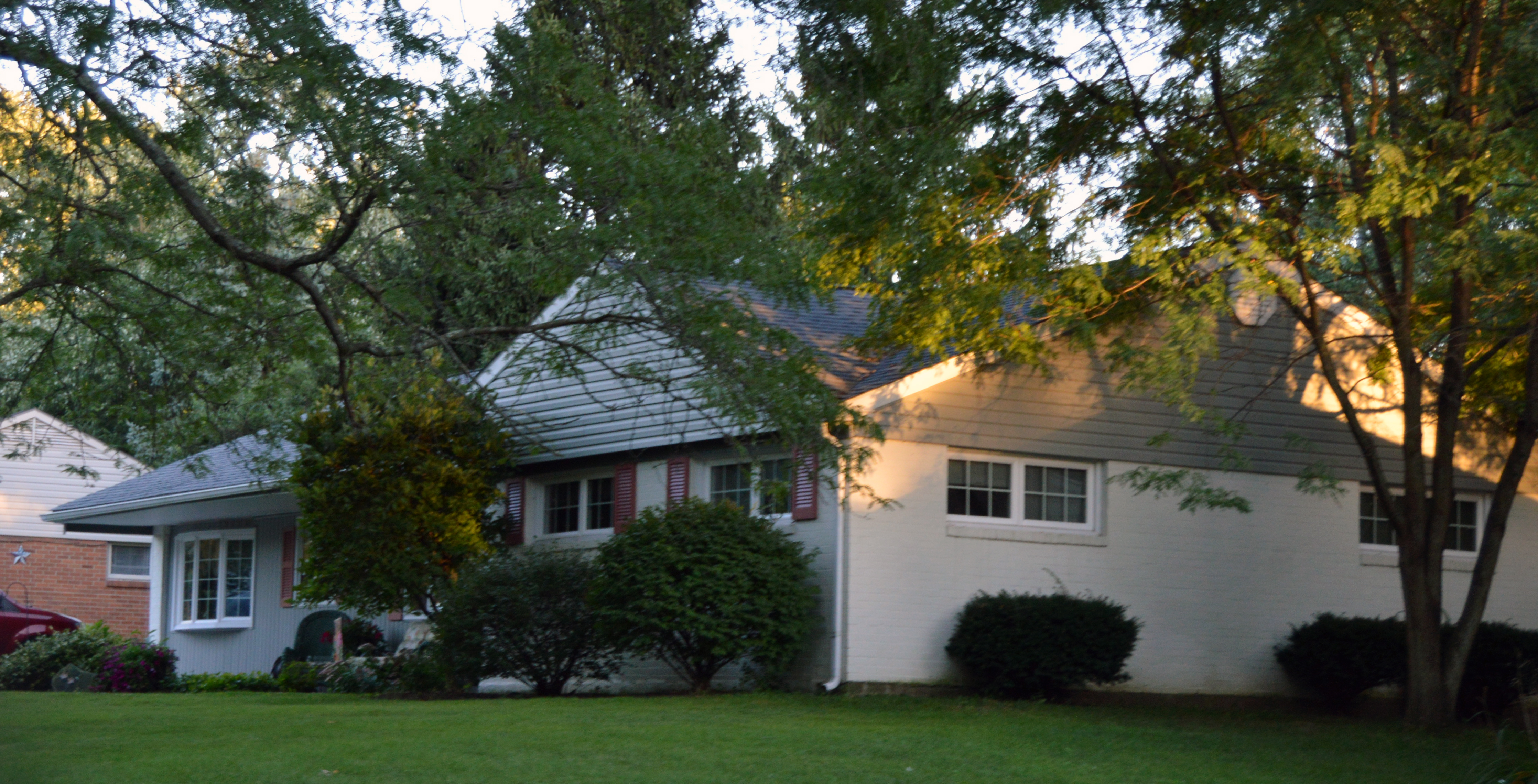
La casa de Bombeck en Centerville, Ohio, ahora es un sitio histórico

Los médicos les dijeron a los Bombecks que tener un hijo era improbable, por lo que adoptaron una niña, Betsy, en 1953. Bombeck decidió convertirse en ama de casa a tiempo completo, renunciando a su carrera como periodista. Sin embargo, durante 1954, escribió una serie de columnas humorísticas para el Dayton Shopping News. 
A pesar de los diagnósticos poco favorables, dio a luz a un hijo, Andrew, en 1955. Habiendo abandonado su carrera periodística, inició un intenso período de trabajo doméstico, que duró 10 años, y tuvo a su segundo hijo, Matthew, en 1958. La familia Bombeck se mudó en 1959 a Centerville, Ohio, a un complejo residencial donde fueron vecinos de Phil Donahue. Esta casa fue agregada al Registro Nacional de Lugares Históricos en 2015.

### "Al final del ingenio" (1965)
Bombeck reanudó su carrera como escritora para el Kettering-Oakwood Times local en 1964, con columnas semanales por las que le pagaban $3 por cada una. Escribía en su pequeño dormitorio. Al año siguiente, el Dayton Journal Herald también solicitó nuevas columnas humorísticas, y Bombeck se comprometió a escribir dos columnas semanales de 450 palabras por $50. Después de tres semanas, los artículos comenzaron a distribuirse a nivel nacional a través del Newsday Newspaper Syndicate, en 36 periódicos estadounidenses importantes, con tres columnas semanales bajo el título "Al final del ingenio" (At Wit's End). 
Rápidamente, se convirtió en un humorista popular en todo el país. A partir de 1966, comenzó a dar conferencias en las diversas ciudades donde aparecían sus columnas. En 1967, sus columnas periodísticas fueron compiladas y publicadas por Doubleday, bajo el título de At Wit's End (Al final del ingenio). Y después de una aparición humorística en el programa de radio de Arthur Godfrey, se convirtió en una invitada habitual del programa. 

## Producción diversificada

### Éxito (años 70)
Aaron Priest, representante de Doubleday, se convirtió en el agente de Bombeck. Para 1969, 500 periódicos de EE. UU. publicaban sus columnas "Al final del ingenio", y también escribía para las revistas Good Housekeeping Magazine, Reader's Digest, Family Circle, Redbook, McCall's y Teen. Bombeck y su familia se mudaron a Phoenix, Arizona, a una lujosa hacienda en la cima de una colina en Paradise Valley. 
Para 1978, 900 periódicos estadounidenses publicaban la columna de Bombeck. 

### McGraw-Hill (1976)
En 1976 McGraw-Hill publicó The Grass Is Always Greener over the Septic Tank de Bombeck (La hierba siempre es más verde sobre el tanque séptico), que se convirtió en un best-seller. En 1978, Bombeck celebró un contrato de un millón de dólares para su quinto libro, "If Life is a bowl of Cherries, what am I doing in the Pits?" (Si la vida es un cuenco de cerezas, ¿qué estoy haciendo en el pozos?) y recibió un anticipo por 700,000 copias para su libro posterior, Aunt Erma's Cope Book (1979). 

### Televisión
Por invitación del productor de televisión Bob Shanks, Bombeck participó en Good Morning America de la cadena de televisión ABC desde 1975 hasta 1986. Comenzó con breves comentarios, que eran grabados en Phoenix, y finalmente hizo ciertos gags así como entrevistas no humorísticas. 
Durante varios años, Bombeck estuvo ocupada con múltiples proyectos de escritura y televisión. En 1978, el piloto de televisión de The Grass is Always Greener para la cadena CBS no tuvo éxito. En 1981, Bombeck escribió y produjo su propio programa, el también fallido Maggie, para la ABC, que se transmitió únicamente durante cuatro meses (ocho episodios) sin obtener buenas críticas. Bombeck se estaba quemando rápidamente, volviendo de Los Ángeles a Phoenix solo durante los fines de semana. Le ofrecieron un segundo intento para una comedia televisiva, pero ella lo rechazó. 

### Enmienda de igualdad de derechos (1978)
En 1978, Bombeck participó en el Comité Asesor Presidencial para la Mujer, en particular en lo que se refiere a la implementación final de la Enmienda de Igualdad de Derechos, con el apoyo de la organización ERA America. Bombeck fue muy criticada por esto por figuras conservadoras, y algunas tiendas estadounidenses reaccionaron retirando sus libros. [cita requerida] En 1972, el Congreso de los Estados Unidos propuso la Enmienda de Igualdad de Derechos a los estados. El Congreso estableció un plazo de siete años para la ratificación. Conforme al artículo   V de la Constitución de los Estados Unidos, es necesaria la ratificación de al menos tres cuartas partes de los estados, pero al final del período de siete años, solo 35 estados habían ratificado la enmienda, es decir, tres menos que los tres cuartos requeridos. De los 35 estados que ratificaron la enmienda propuesta, 5 de ellos rescindieron sus ratificaciones antes del vencimiento del plazo. Bombeck expresó consternación por esta situación.[cita requerida]. 

### Gran popularidad (1980)
Para 1985, las tres columnas semanales de Bombeck se publicaban en 900 periódicos de los Estados Unidos y Canadá, y también estaban siendo antologizadas en una serie de best-sellers. Hacía además dos apariciones semanales en Good Morning America. Bombeck pertenecía a los columnistas de la Academia Americana del Humor, junto con otras personalidades famosas. Durante la década de 1980, las ganancias anuales de Bombeck oscilaron entre $500.000 y $1 millón al año. Ella fue la gran mariscal del 97.º Desfile del Torneo de Rosas celebrado el 1 de enero de 1986. El tema del desfile fue "Celebración la risa".

## Muerte
Se le había diagnosticado una enfermedad renal poliquística (una enfermedad genética incurable e intratable) cuando tenía 20 años. Sobrevivió al cáncer de mama y a la mastectomía, y mantuvo en secreto el hecho de que tenía una enfermedad renal y que debía someterse a diálisis diaria. Su condición se hizo pública en 1993. Estando en lista de espera para un trasplante durante años, se tuvo que extraer un riñón y el restante dejó de funcionar. El 3 de abril de 1996, recibió un trasplante de riñón. Murió el 22 de abril de 1996, a los 69 años, por complicaciones de la operación. Sus restos están enterrados en el cementerio Woodland, Dayton, Ohio, debajo de una gran roca del desierto de Phoenix. [cita requerida]

## Libros
- At Wit's End, Doubleday. 1967.
- Just Wait Until You Have Children of Your Own. Doubleday, 1971. Escrito con Bil Keane.
- I Lost Everything in the Post-Natal Depression. Doubleday, 1974.
- The Grass is Always Greener Over the Septic Tank. McGraw-Hill, 1976.
- If Life is a Bowl of Cherries, What Am I Doing in the Pits? McGraw-Hill, 1978.
- Aunt Erma's Cope Book, McGraw-Hill, 1979.
- Motherhood: The Second Oldest Profession.1983.
- Family — The Ties that Bind... and Gag! 1987.
- I Want to Grow Hair, I Want to Grow Up, I Want to Go to Boise: Children Surviving Cancer. 1989. Medalla de honor de la American Cancer Society en 1990.
- When You Look Like Your Passport Photo, It's Time to Go Home. 1991.
- A Marriage Made in Heaven... or Too Tired For an Affair. 1993
- A ll I Know About Animal Behavior I learned in Loehmann's Dressing Room. ISBN 0060177888 HarperCollins 1995
- Forever, Erma: Best-Loved Writing From America's Favorite Humorist. Andrew McMeel Publishing, 1996

## Legado
El Taller de Escritores de Erma Bombeck (Erma Bombeck Writers' Workshop) comenzó en 2000 en la Universidad de Dayton como un único evento para conmemorar la donación por parte de la familia de Bombeck de su documentación a la universidad. El evento resultó tan popular que se ha celebrado cada dos años desde entonces. El taller dura dos días y tres noches, e incluye oradores principales y sesiones grupales sobre los temas de escritura humorística, escritura de interés humano, el proceso de publicación, marketing para autores y blogs, entre otros temas. Han sido oradores del evento Art Buchwald, Nancy Cartwright, Dave Barry, Garrison Keillor, Mike Peters, Bil Keane y Phil Donahue. Más de 350 escritores de todo el país asisten a cada taller, que se lleva a cabo en el campus de la Universidad de Dayton. 
En 2004, el exalumno de la Universidad de Dayton Ralph Hamberg y su esposa, Cindy, hicieron una donación de $ 100.000 para comenzar un fondo de dotación para el taller, en memoria de su primo, Tom Price, profesor de inglés de la Universidad de Dayton que le dijo a Bombeck: "Puedes ¡escribir!" La dotación ayuda a mantener el taller al alcance de los escritores. Además, la Asociación de Antiguos Alumnos de la Universidad de Dayton asegura el costo de las becas que permiten a los estudiantes de la Universidad de Dayton asistir de forma gratuita. 
El taller ha generado un blog, Humorwriters.org; un documental producido por ThinkTV y distribuido a nivel nacional a través de American Public Television; un concurso internacional de redacción organizado por la Biblioteca Pública de Washington-Centerville; un marcador histórico de Ohio en el campus de la Universidad de Dayton; un boletín electrónico mensual; una página de Facebook; un feed de Twitter; y un grupo de discusión en línea. En 2006, el taller creó la Mad Lib más larga del mundo. En 2010, CBS Sunday Morning With Charles Osgood transmitió un homenaje por el Día de la Madre a Bombeck, utilizando el taller como telón de fondo. En 2013, la revista AAA Journeys trazó la herencia literaria de Dayton y señaló los esfuerzos de la Universidad de Dayton para mantener vivo el legado de Bombeck a través de un taller en su nombre. En 2014, la revista Parade presentó una serie de artículos sobre el taller y el perdurable atractivo de Bombeck.
Una traducción al chino de uno de sus trabajos sobre su padrastro Albert Harris, "Father's Love" ( 父亲 的 爱 ), se incluye como uno de los sesenta pasajes de lectura oral en la Prueba de dominio de Putonghua de China.